# IPodWizard
iPodWizard（アイポッドウィザード）は、Appleのハードディスク内蔵型携帯型音楽プレイヤー、iPodのファームウェア内の画像を入れ替えるWindows用ソフトウェア。WiBuにより製作され、日本語化はかげまるが行っている。
新バージョンになって、画像だけでなくフォント・文字列も入れ替えられるようになった。
現在はファームウェアのテーマを大幅に書き換える[evolution]や[panel]といったテーマも存在する。

## 過去のバージョン
- Ver1.20
- Ver1.20d
- Ver1.20c
- Ver1.20a
- Ver1.10
- Ver1.07 画像のほかにもフォント・文字列が入れ替えられるように。
- Ver1.00 画像が入れ替えられるだけで、味気がなかった。